# Usine de pâte et papier AbitibiBowater de Dalhousie

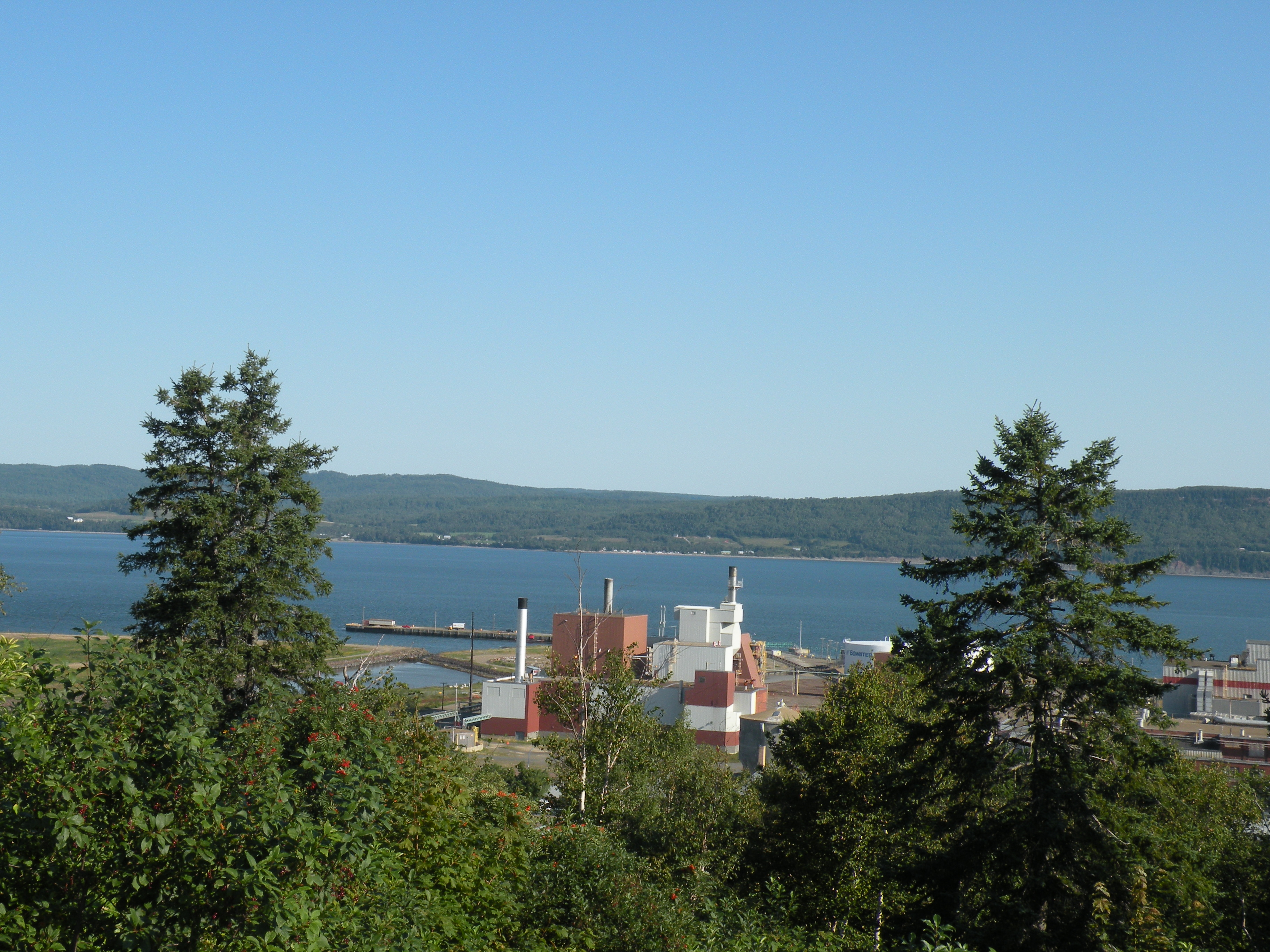
Vue de l'usine à partir de la rue Grey

L'usine de pâte et papier AbitibiBowater de Dalhousie est située dans la ville de Dalhousie, au nord de la province canadienne du Nouveau-Brunswick. Ses effectifs étaient surtout concentrés sur la production de papier journal. De plus, elle fut en activité de 1930 à 2008.

## Historique
La construction débute en 1928, emploie 2 000 hommes, jusqu'à l'ouverture officielle le 14 mars 1930.
Au cours des années, l'usine de Dalhousie a contribué à la prospérité économique de la région. À son plein potentiel, dans les années 1960, l'usine emploie près de 1 800 travailleurs. S'ensuit graduellement de retraites non-remplacées jusqu'à ce que l'on procéda à une mise à pied majeure, en raison de la crise économique de 1992, soit de la moitié des employés (~400 sur ~800). 
Vers la fin des années 1990, l'usine profite de la faible valeur du dollar canadien, par rapport aux États-Unis, comme les revenus bruts de l'usine sont calculés en dollars américains et les coûts, en dollar canadiens.
Toutefois, en novembre 2007, en raison d'une crise majeure au niveau de l'industrie forestière ($ CDN élevé, crise immobilière aux États-Unis, forte compétitivité des PED, valeur du baril de pétrole élevé pour la production d'énergie électrique), la compagnie AbitibiBowater se doit de fermer quelques usines, afin de demeurer compétitive. Ainsi, Dalhousie n'est pas épargnée.

## Infrastructure
Selon l'accord conclu avec la ville de Dalhousie, l'usine devait procurer le service d'aqueduc aux citoyens, à l'aide de sa propre source d'approvisionnement en eau. Alors, on construisit un énorme barrage sur la rivière Charlo, à plus de 8 km de l'emplacement. La construction du barrage, pour l'époque, était un projet hypermoderne (comparable à l'ampleur de la construction des barrages hydroélectriques de la rivière Manicouagan au Québec en termes d'importance et non de proportion). Plus précisément, selon L'Évangéline (1930), le barrage aurait pu alimenter une ville moderne de 60 000 habitants selon les besoins de l'époque.

## Actuel sort
Actuellement, il n'y a aucune activité qui émane de l'usine. Elle est actuellement en attente d'un acheteur potentiel.